# The Housemartins
The Housemartins was een Britse indierockband uit Hull die actief was in de jaren 1980.

## Geschiedenis
De band ontstond in 1983 met Paul Heaton (zang), Stan Cullimore (gitaar), Ted Key (bas) en Chris Lang (drums). De bandleden wisselden wel door de jaren. Ted Key werd vervangen door Norman Cook, later bekend als Fatboy Slim. Drummer Chris Lang werd vervangen door Hugh Whitaker, die later op zijn beurt werd vervangen door Dave Hemingway.
In 1986 brak de groep door met hun single "Happy Hour". Hun bekendste nummer is de cover van Isley-Jasper-Isley: "Caravan of Love".
De B-kant van "Happy Hour", "The Mighty Ship", is in Vlaanderen bekend als de begintune van Buiten De Zone.
Na het uiteenvallen van de groep vormden Heaton, Hemingway en roadie Sean Welch de band The Beautiful South.

## Discografie

### Studioalbums
- London 0 Hull 4 (1986)
- The People Who Grinned Themselves to Death (1987)

### Compilatiealbums
- Now That's What I Call Quite Good (1988)
- Soup (2007) (The Housemartins en The Beautiful South)
- London 0 Hull 4 Deluxe Edition (2009)
- Happy Hour: The Collection (2011)

### Singles
- "Flag Day" / "Stand at Ease"
- "Sheep" / "Drop Down Dead"
- "Happy Hour" / "The Mighty Ship"
- "Think for a Minute" / "Who Needs the Limelight"
- "Caravan of Love" / "When I First Met Jesus"
- "Flag Day" / "The Mighty Ship"
- "Five Get Over Excited" / "Rebel without the Airplay"
- "Me and the Farmer" / "I Bit My Lip"
- "Build" / "Paris in Flares"
- "There Is Always Something There to Remind Me" / "Get Up Off Your Knees" (live)

### NPO Radio 2 Top 2000
| Nummer met noteringen in de NPO Radio 2 Top 2000 | '99  | '00  | '01  | '02  | '03  | '04  |
| ------------------------------------------------ | ---- | ---- | ---- | ---- | ---- | ---- |
| Caravan of Love                                  | 1165 | 1088 | 1624 | 1325 | 1416 | 1701 |

1. ↑  Een vetgedrukt getal geeft de hoogste notering aan.
2. ↑  Deze tabel is bijgewerkt tot en met de laatste editie (2024).